# Bahnhof Kita-Urawa
Der Bahnhof Kita-Urawa (jap. 北浦和駅, Kita-Urawa-eki) ist ein Bahnhof auf der japanischen Insel Honshū. Er wird von der Bahngesellschaft JR East betrieben und befindet sich in der Präfektur Saitama auf dem Gebiet der gleichnamigen Stadt.

## Verbindungen
Kita-Urawa ist ein Zwischenbahnhof an der Keihin-Tōhoku-Linie. Sie führt von Ōmiya über Urawa, Akabane und Tokio nach Yokohama sowie daran anschließend auf der Negishi-Linie nach Ōfuna. Tagsüber fahren die Züge alle fünf Minuten, während der Hauptverkehrszeit alle drei bis vier Minuten. Somit werden jede Stunde zwischen 12 und 20 Züge angeboten. Der Bahnhof ist ein wichtiger Knotenpunkt des lokalen und regionalen Busverkehrs. Beidseits des Bahnhofs befinden sich an vier Standorten mehrere Bushaltestellen, die von rund 20 Linien der Gesellschaften Kokusai Kyōgyō Bus, Seibu Bus und Tōbu Bus West bedient werden.

## Anlage
Der Bahnhof steht im Süden des Stadtteils Kita-Urawa, der zum Bezirk Urawa-ku der Stadt Saitama gehört. Eine Statue auf dem westlichen Bahnhofsvorplatz erinnert an Sogō Shinji, einen Präsidenten der Japanischen Staatsbahn, der vor allem für die Konzipierung des Shinkansen-Hochgeschwindigkeitsnetzes bekannt ist. Rund hundert Meter südwestlich davon befindet sich der Kitaurawa-Park mit dem Museum für Moderne Kunst Saitama. Die Anlage ist von Südosten nach Nordwesten ausgerichtet und umfasst sechs Gleise, wobei die zwei am nördlichsten gelegenen den hier haltenden Nahverkehrszügen dienen und an einem überdachten Mittelbahnsteig liegen. In der Mitte des Bahnsteigs erfolgt der Zugang mittels Treppen, Rolltreppen und Aufzügen. Sie führen hinauf zur Verteilerebene des Empfangsgebäudes, das sich in Form eines Reiterbahnhofs über die Nahverkehrsgleise spannt. Die vier übrigen Gleise an der Südseite besitzen keine Bahnsteige und werden von Zügen der Utsunomiya-Linie und der Takasaki-Linie sowie von Güterzügen befahren. Eine gedeckte Brücke über diesen Gleisen verbindet das Haupt-Empfangsgebäude an der Ostseite mit einem kleineren an der Westseite.
Im Fiskaljahr 2019 nutzten durchschnittlich 52.674 Fahrgäste täglich den Bahnhof.

## Bilder

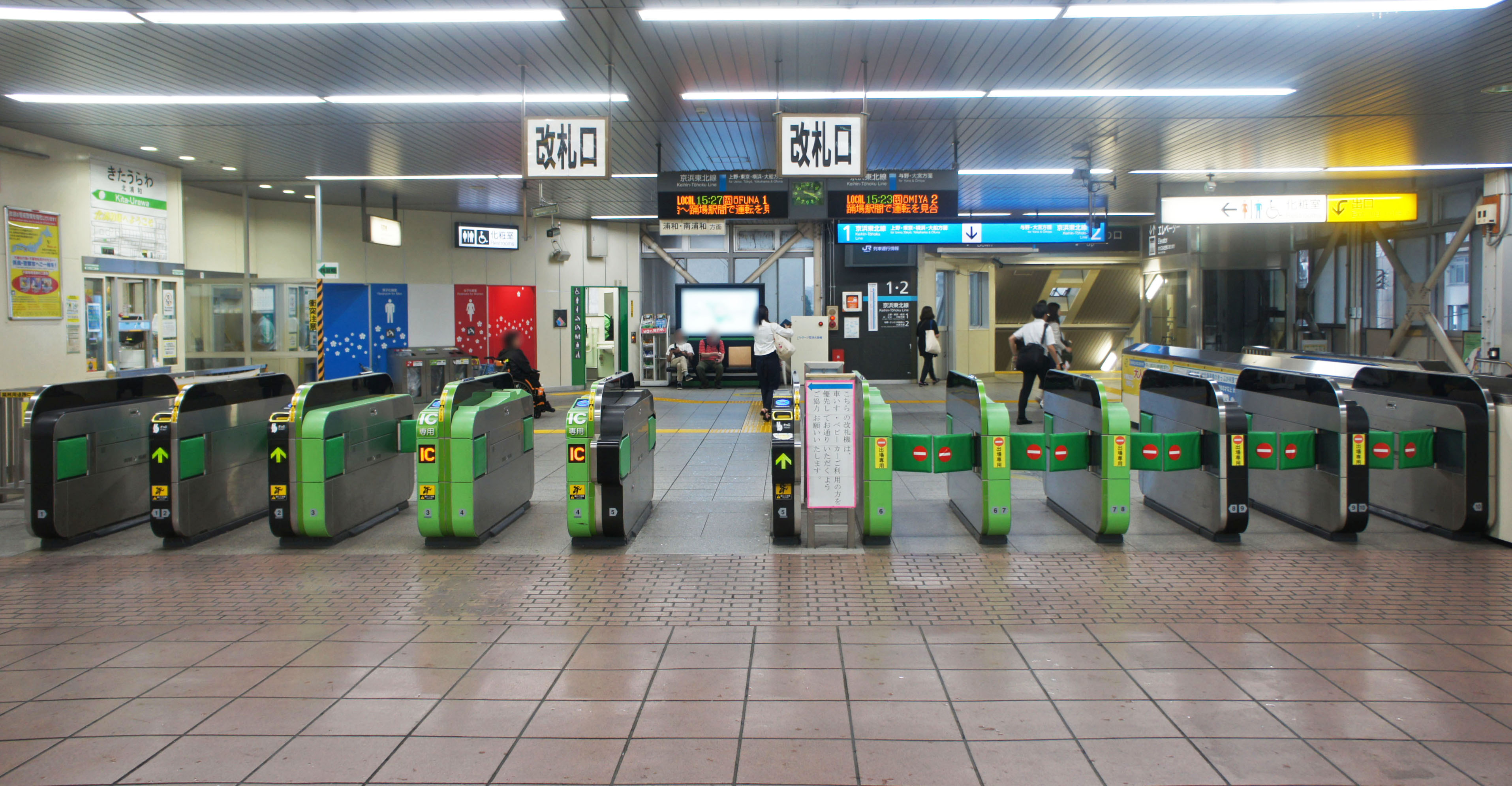
Bahnsteigsperren
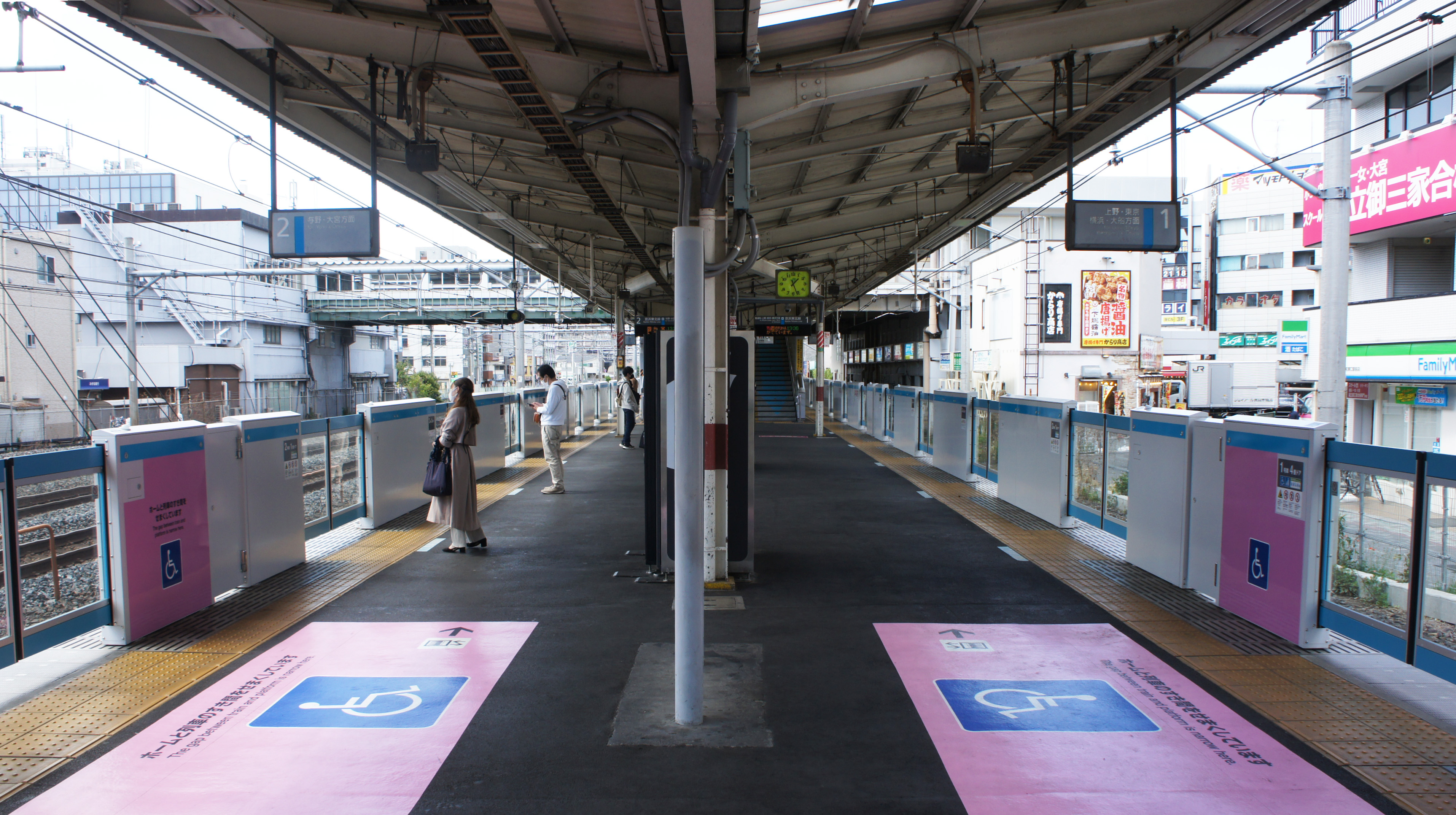
Bahnsteig
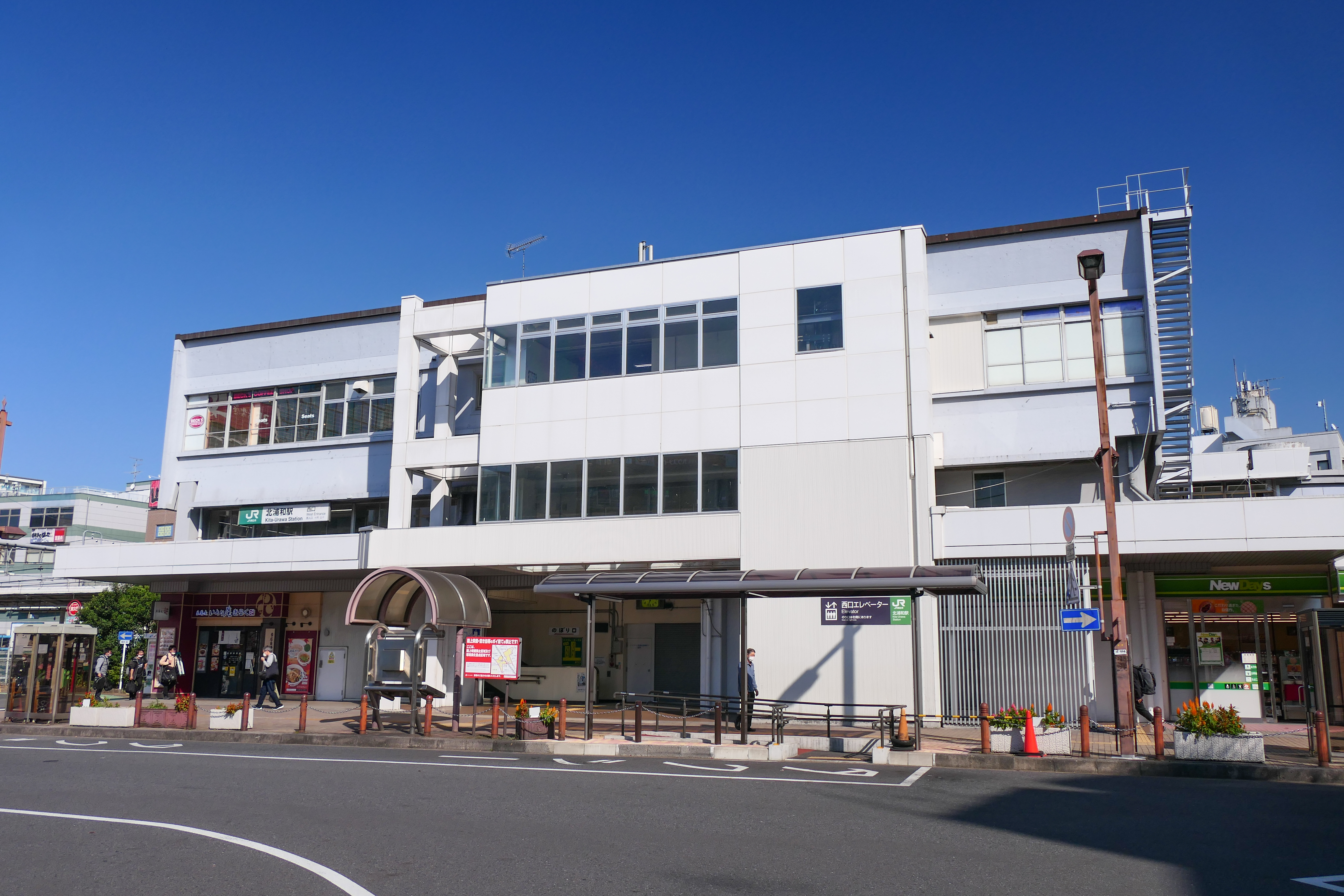
Außenansicht des Westausgangs

## Gleise
| 1 | ▉ Keihin-Tōhoku-Linie | Urawa • Akabane • Ueno • Tokio • Shinagawa • Kawasaki • Yokohama |
| 2 | ▉ Keihin-Tōhoku-Linie | Ōmiya                                                            |

## Linien
| Verlauf der Keihin-Tōhoku-Linie / Negishi-Linie |
| --- |
| Ōmiya • Saitama-Shintoshin • Yono • Kita-Urawa • Urawa • Minami-Urawa • Warabi • Nishi-Kawaguchi • Kawaguchi • Akabane • Higashi-Jūjō • Ōji • Kami-Nakazato • Tabata • Nishi-Nippori • Nippori • Uguisudani • Ueno • Okachimachi • Akihabara • Kanda • Tokyo • Yūrakuchō • Shimbashi • Hamamatsuchō • Tamachi • Takanawa Gateway • Shinagawa • Ōimachi • Ōmori • Kamata • Kawasaki • Tsurumi • Shin-Koyasu • Higashi-Kanagawa • Yokohama • Sakuragichō • Kannai • Ishikawachō • Yamate • Negishi • Isogo • Shin-Sugita • Yōkōdai • Kōnandai • Hongōdai • Ōfuna |

## Geschichte
Erst mehr als fünf Jahrzehnte nach der Eröffnung der Tōhoku-Hauptlinie entstand hier ein Bahnhof, nachdem die Einwohner der umliegenden Stadtteile von Urawa beim Eisenbahnministerium eine entsprechende Petition eingereicht hatten; die Inbetriebnahme erfolgte am 1. September 1936. 1968 ersetzte die Japanische Staatsbahn das ursprüngliche Empfangsgebäude durch einen heute noch bestehenden Neubau. Aus Rationalisierungsgründen stellte sie am 14. März 1985 die Gepäckabfertigung ein. Im Rahmen der Staatsbahnprivatisierung ging der Bahnhof am 1. April 1987 in den Besitz der neuen Gesellschaft JR East über. Im Dezember 2021 wurden im Bahnhof Bahnsteigtüren installiert.